# Haltepunkt Oro uostas
Der Haltepunkt Oro uostas (litauisch Oro uostas für: Flughafen) ist ein Haltepunkt in der litauischen Hauptstadt Vilnius.
Der Haltepunkt befindet sich an der Bahnstrecke Vilnius–Baranawitschy und dient der Anbindung an den Flughafen Vilnius. Die Bedienung erfolgt durch die Lietuvos geležinkeliai mit zwei Schienenbussen der Baureihe 620M, welche 2008 von Pojazdy Szynowe Pesa Bydgoszcz (PESA) geliefert wurden.
Die Züge pendeln zwischen dem Flughafen und dem in der Innenstadt gelegenen Bahnhof Vilnius.

## Geschichte

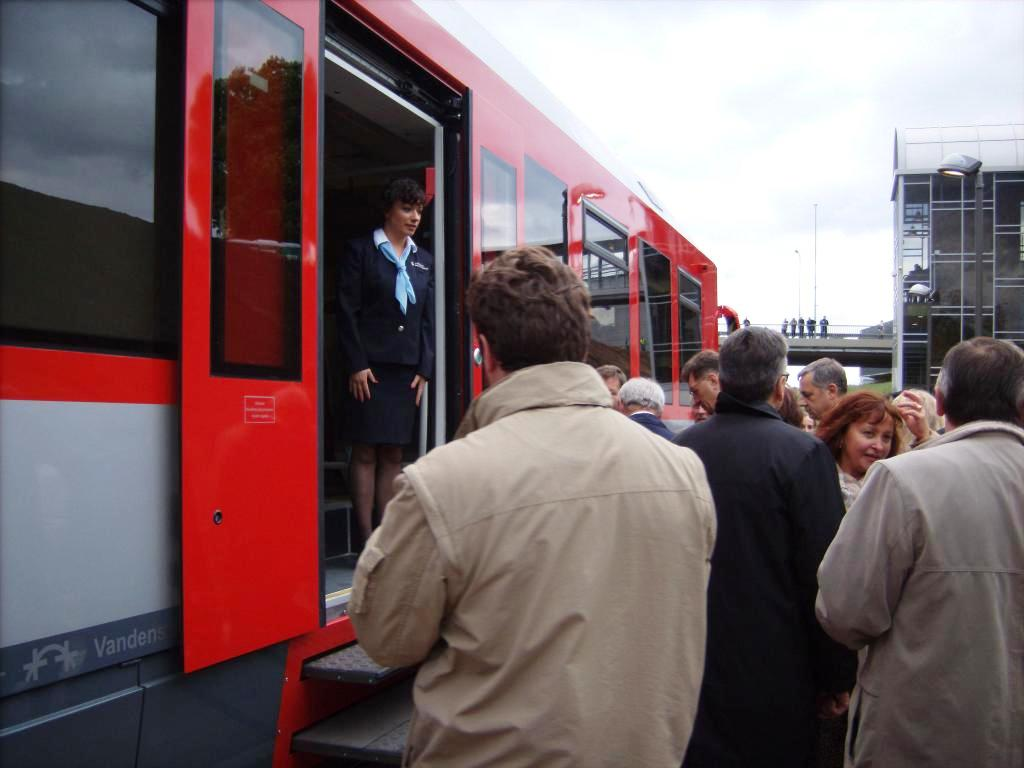
Der Zug am Flughafen

Im Juni 2008 wurde mit dem Bau des Bahnhofs begonnen, die Eröffnung erfolgte am 2. Oktober 2008 in der Nähe des Terminalgebäudes. Damit ist Vilnius der einzige Flughafen in den baltischen Staaten mit direkter Anbindung an das Eisenbahnnetz.